# Blas Beltrán
Blas Jacobo Beltrán (Luesma, 22 de julio de 1746 –  Coria, 28 de abril de 1821) fue un obispo y político español que ocupó las sedes de Ibiza y Coria. Fue igualmente diputado en las Cortes de Cádiz.

## Biografía
Nacido en 1746 en Luesma, Reino de Aragón, fue ordenado sacerdote y celebró su primera misa en la ermita de la Virgen de la Sierra, a la que en 1798 donaría una casulla para conmemorar el evento. Tuvo al menos una hermana, de la que descendería el naturalista Lucas de Tornos.
Fue nombrado obispo de Ibiza el 26 de junio de 1805. Tomó posesión en octubre de ese año, pasando a visitar las parroquias de la isla. En la diócesis se recuerda que instaló un retablo de la crucifixión en la catedral y su defensa del culto de la eucaristía.
Durante la ocupación francesa acogió en la isla a los religiosos que huían del nuevo gobierno afrancesado. En 1810 fue elegido diputado en representación de los electores de Calatayud, cerca de su lugar de nacimiento, a las cortes extraordinarias que se reunieron en Cádiz. Fue diputado hasta 1813, participando sobre todo en temas eclesiásticos y protagonizando una polémica al responder a acusaciones de afrancesamiento que le hizo pedir una mayor regulación de la libertad de prensa.
El 10 de julio de 1815 fue nombrado obispo de Coria. De su episcopado en la diócesis extremeña se recuerda la reedificación del Hospital de San Nicolás de Capri, destruido durante la guerra, y el traslado del seminario de Cáceres a Coria. En 1820, con la instauración de un nuevo régimen liberal fue desterrado. Falleció poco después, el 28 de abril de 1821.